# C/2008 L11
C/2008 L11 – kometa jednopojawieniowa odkryta na zdjęciach SOHO przez Michała Kusiaka. Została odkryta 12 czerwca 2008 roku. Należy do grupy Meyera.